# Alophia silvestris
Alophia silvestris là một loài thực vật có hoa trong họ Diên vĩ. Loài này được (Loes.) Goldblatt miêu tả khoa học đầu tiên năm 1975 publ. 1976.